# Ion Chicu
Ion Chicu (født 28. februar 1972) er en moldovisk politiker som var premierminister i Moldova fra 2019 til sin fratræden i 2020. Han repræsenterede ikke noget politisk parti som premierminister.

## Biografi
Han blev født den 28. februar 1972 i landsbyen Pîrjolteni, der ligger i det moldoviske distrikt Călărași. Han tog eksamen fra fakultetet for ledelse ved Moldovas Akademi for Økonimiske Studier.
Chicu blev udnævnt til finansminister i Moldova i december 2018. Han trak sig fra posten under den moldoviske forfatningskrise i 2019.
Han er gift og har tre børn.
Efter at hans periode som premierminister sluttede, stiftede han efterfølgende sit eget politiske parti i 2021, Partiet for Udvikling og Konsolidering af Moldova, med en erklæret pro-europæisk ideologi. Det lykkedes ham ikke at få pladser i det moldoviske parlament ved valget 11. juli 2021.

## Premierminister 2019–2020
Den 14. november 2019 fik premierminister Maia Sandus regering et mistillidsvotum efter forsøg på at gennemføre lovforslag om ændring af retssystemet. Med støtte fra over 60 % af parlamentsmedlemmerne blev Chicu godkendt som ny premierminister. Samme dag meddelte han at hans regering ville "opfylde alle statens forpligtelser over for eksterne partnere og internationale finansielle organisationer, primært Den Internationale Valutafond og Verdensbanken". På tidspunktet for udnævnelsen blev han beskrevet af præsident Igor Dodon som "en teknokrat, en professionel, der ikke har været i noget politisk parti", selvom Chicu havde været rådgiver for præsident Dodon.
I maj 2020 erklærede han i en Facebook-kamp med det rumænske europaparlamentsmedlem Siegfried Mureșan at Rumænien var det mest korrupte land i Europa. Mureșan reagerede med at kritisere den moldoviske regering for ikke at gennemføre reformer eller bekæmpe korruption. Chicus udtalelse forårsagede kontroverser i Rumænien. Det moldovisk-fødte rumænske parlamentsmedlem Constantin Codreanu krævede at Chicus rumænske statsborgerskab inddraget, og også andre rumænere kritiserede Chicu. Imidlertid fortsatte samarbejdet mellem de to lande under COVID-19-pandemien. Chicu undskyldte senere under et møde med den rumænske ambassadør i Moldova Daniel Ioniță og gentog sin tak til landet for dets hjælp til Moldova under pandemien. Han blev testet positivt for COVID-19 den 9. december 2020.
Chicu og hans regering trådte tilbage den 23. december 2020 under protester, der krævede et tidligt parlamentsvalg. Han fortsatte oprindeligt som fungerende premierminister, men nægtede at fortsætte indtil der blev dannet en ny regering, og blev erstattet af Aureliu Ciocoi den 31. december 2020.